# Горпенко, Ольга Андреевна
Ольга Андреевна Горпенко (прозвище Кодя, 18 июля 1968, Москва — 11 августа 2010, Москва, Воробьёвы горы) — советская и российская поэтесса, психолог и нарколог. При жизни практически не публиковалась, однако, исполняла свои стихи на публику, в том числе пела их с аккомпанементом и без.

## Биография
Родилась 18 июля 1968 года. Мать — скульптор Шуваева Евгения Егоровна (19 апреля 1927 — 23 марта 2014). Отец — Андрей Горпенко.
По собственным наблюдениям, с раннего детства была подвержена кардинальным сменам настроения — затяжные депрессивные периоды сменялись эпизодами яркого «помешательства»: «в 4 года я „помешалась“ (сама так заявила) на волке: утверждала, что я — волк, пряталась под кровать, „грызла косточку“, на прогулках любила пугать прохожих словами: „Я — волк!“».
В школьном возрасте проявляла агрессивное поведение, дралась с одноклассниками, однако, в основном защищая себя.
В 1977 году умер отец. В том же году Ольга пережила первую ипохондрию, предполагая, что у неё сифилис. Впоследствии описывала, что ипохондрия вынуждала её проходить множество обследований от не имевшихся у неё болезней, игнорируя реальные заболевания.
В 15 лет столкнулась с сильным бредом, приведшим к фиксации на теме наркотиков. Через год Ольга осуществила первые опыты употребления наркотиков, почти сразу отравилась тригексифенидилом.
Старшие классы окончила по медицинской специализации, демонстрировала успехи в учёбе, была отличницей. Проходила практику в хирургии и реанимации. После окончания школы поступила на факультет психологии МГУ, который окончила в 1991 году. В университете встретила новых единомышленников, увлечённых поэтическим творчеством. Выступала со стихами в дружеских компаниях, исполняла песни собственного сочинения.
После выпуска увлеклась Польшей, по собственному признанию, интерес так же носил бредовый характер. В 1993 году поступила в аспирантуру Люблинского Католического университета. В это же время, изучая язык, писала некоторые стихотворения по-польски. К 1995 году, когда «польский бред» утих, оставила аспирантуру, не закончив научную работу. Вернулась в Россию.
Работала по специальности, как психолог и нарколог. В частности в наркологическом диспансере № 9.
Не дает мне загадка покою ни дня,

С этой мыслью я в дурку поеду:

Если бред у меня, что бред у меня —

Это бред или критика к бреду?
С середины 1990-х Ольга начала отмечать у себя выраженные психотические состояния, которые усугубились мигренями. Однако ей удавалось поддерживать адекватные социальные взаимодействия и работать. Болезненные состояния купировала либо самолечением, либо временными помещениями в стационар.
В 1999 году сама диагностировала у себя шизофрению. Несмотря на болезненные состояния продолжала заниматься творчеством, в том числе и на коммерческой основе — была автором поздравительных стихов для открыток.
В апреле 2004 года договорилась о помещении себя на лечение в Московский НИИ психиатрии.
11 августа 2010 года утонула в Москва-реке, купаясь в районе Воробьёвых гор.

## Характеристика творчества
Начала писать стихи с раннего детства, демонстрируя незаурядный талант. В 12 лет создавала крупные поэтические формы, подражая произведениям «Ленинианы». По мнению Владимира Леви обладала «гениальным поэтическим дарованием». Ряд стихотворений отличаются сложной гармонией и переменой размеров в рамках одного произведения.

Важное влияние на лирику Горпенко оказали экстремальные черты проявления её личности. С раннего возраста испытывала разнообразные особенности психического состояния, в связи с чем с 16 лет и до самой смерти была активным потребителем широкого спектра наркотических средств. Опыт подобного мироощущения отразила в поэзии. 
В 15 лет бред ударил с новой силой. В конце февраля 1984 г. я прочла у одноклассницы брошюру для следователей «Жаргон и татуировки преступного мира». Там было много про наркоманов. Я шла от подруги, как на крыльях, разговаривая вслух с собой, мысли летели (ха-ха!). Если люди соглашаются на болезнь и медленную смерть. Столько людей, значит… значит, где-то здесь и прячется разгадка смысла жизни… Вдруг всё вокруг озарилось особым светом, и всё мое существо — тоже, и я «поняла»: надо идти этим путем. Я должна стать наркоманом. 
Ряд стихов поэтессы были переработаны в песни. Некоторые стали популярными без указания авторства, т. н. «народными». Например, в романе «Сумеречный дозор» стихотворение «Абстиненция морфинного генеза» приписывается персонажу, без указания авторства. Песни на стихи Горпенко исполняются группами «БеломорС», «Жарок», «Дисфория», Максимом и Мариной Леви и другими.
Активными популяризаторами творчества Ольги Горпенко стали её близкие друзья Владимир Леви и его сын Максим Леви.

## Память
После смерти ежегодно, обычно в августе, проводятся вечера памяти поэтессы.

### Комментарии
1. ↑  Также соавтор и аранжировщик многих песен поэтессы.
2. ↑  «Тихая гарпия» — несуществующее издательство, название придумано как каламбур на фамилии Горпенко и её подруги Марии Тихоновой. Самиздат, количество экземпляров неизвестно.
3. ↑  Написана при помещении в Московский НИИ психиатрии. Опубликована онлайн через два года после смерти, под редакцией и с комментариями её близкого друга, поэта, барда и психиатра Максима Леви. Впоследствии автобиография неоднократно републиковалась на разных олнайн-ресурсах. В том числе в цензурной версии, с удалением названий наркотических и рецептурных препаратов.